# Matthew Dryke

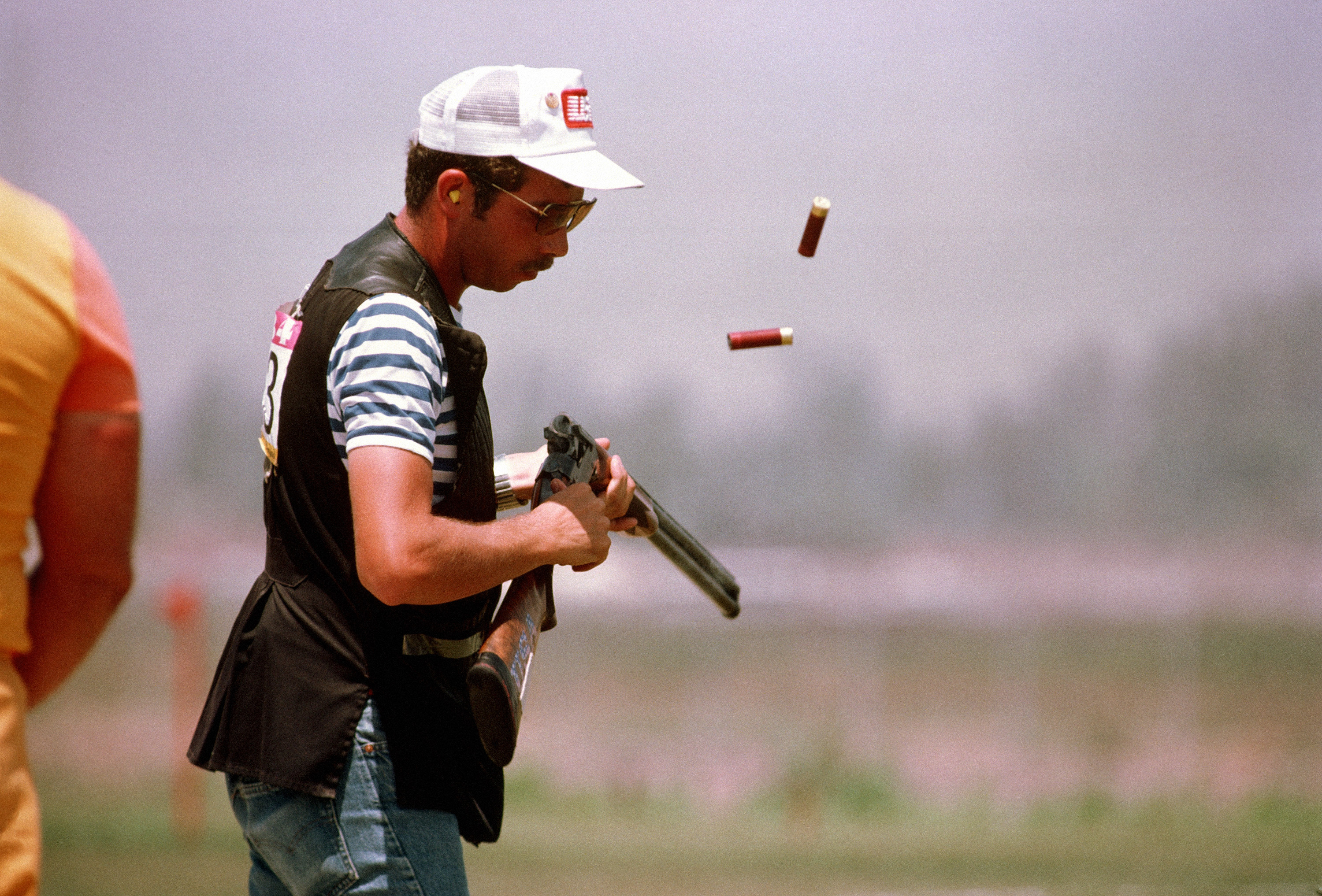
Matthew Dryke

Matthew Alexander "Matt" Dryke, född 21 augusti 1958 i Port Angeles i Washington, är en amerikansk före detta sportskytt.
Han tävlade i olympiska spelen 1984, 1988 samt 1992. Han blev olympisk guldmedaljör i skeet vid sommarspelen 1984 i Los Angeles.